# لیلستان
لیلستان روستایی از توابع بخش آسارا شهرستان کرج در استان البرز ایران است.

## جمعیت
این روستا در دهستان آدران قرار دارد و براساس سرشماری مرکز آمار ایران در سال ۱۳۸۵، جمعیت آن ۲۸۴ نفر (۷۳خانوار) بوده‌است.

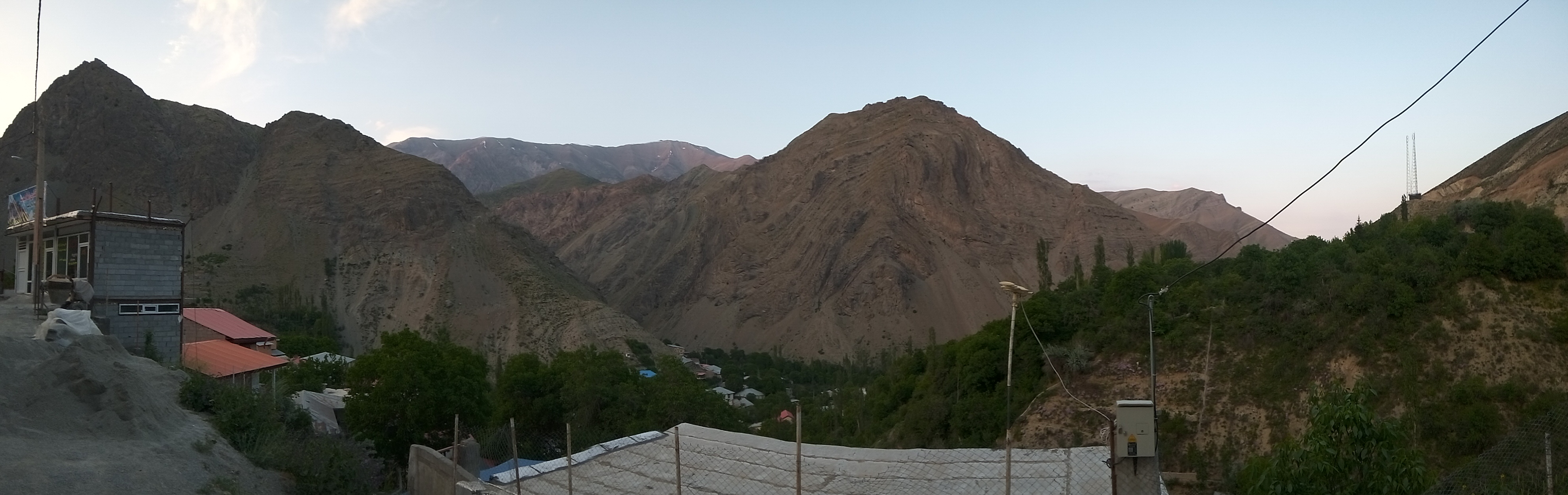
منظره و کوه‌های قابل مشاهده، تصویربرداری در ورودی لیلستان

## زبان
مردم روستا به زبان تاتی سخن می‌گویند.